# Fuerzas Armadas Nigerinas
Las Fuerzas Armadas Nigerinas (en francés: Forces armées nigériennes) (FAN) incluyen a las unidades de la policía militar nigerina y a las fuerzas armadas de la nación africana de Níger, que juntas suman alrededor de 12.000 efectivos en activo y 5.000 reservistas. Las Fuerzas Armadas Nigerinas han participado ampliamente en la política de Níger desde la independencia del país y han sido denunciadas por suprimir los derechos humanos, llevar a cabo detenciones ilegales y cometer asesinatos de opositores.

## Historia
Aunque las fuerzas armadas nigerinas están bajo el control político del gobierno civil desde 1999, los militares han jugado un papel importante en el gobierno de Níger y han gobernado la nación durante 21 años, desde la independencia en 1960, hasta la fundación de la quinta república en 1999. Los líderes militares han llevado a cabo con éxito varios golpes de estado y ha habido algunos intentos más, algunos de ellos en una fecha tan reciente como el año 2002. Aunque nunca han participado en una guerra abierta contra naciones extranjeras, las Fuerzas Armadas de Níger han participado en misiones internacionales de paz y han luchado contra varias insurrecciones internas. Desde 2007 las fuerzas armadas nigerinas han llevado a cabo una campaña contra los rebeldes de la etnia tuareg en el norte del país. Las FAN están frecuentemente en el punto de mira de la comunidad internacional, por su historial de represión de los derechos humanos.

### Historia de las FAN antes de 1974
Las Fuerzas Armadas Nigerinas se formaron de acuerdo con el Decreto 28 de julio de 1960, con la Policía Nacional como una subsección de los militares. Inicialmente, unidades del Ejército fueron creadas a partir de tres compañías militares de las fuerzas coloniales francesas: Los soldados de Níger fueron formados y entrenados militarmente por oficiales y ciudadanos franceses que aceptaron la cooperación internacional conjunta de Francia y Níger. En 1960 había pocos oficiales del ejército colonial francés en Níger. El presidente Hamani Diori firmó una ley para poner fin al empleo de oficiales militares extranjeros en 1965 y algunos continuaron en servicio hasta el golpe de Estado de 1974, cuando toda la presencia militar francesa terminó y el personal militar francés fue evacuado del país africano. Los franceses mantuvieron hasta 1974 alrededor de 1.000 soldados del cuarto Regimiento Interarmas de Ultramar (Tropas de la Marina) y contaban con bases en Agadez, Niamey y Zinder. En los años setenta del siglo XX una pequeña fuerza militar francesa tenía su base en Níger.

### Reorganización de las FAN en 1970
1970, las fuerzas se reorganizaron. El ejército estaba organizado en cuatro batallones de infantería, una compañía de paracaidistas, una compañía de blindados ligeros, una unidad de dromedarios y un cierto número de unidades de apoyo. Una nueva Guardia Republicana de 120 tropas de élite fue creada. Una unidad de 1.000 hombres de la Guardia Nacional se creó en 1970. La Fuerza Aérea contaba con 12 aviones agrupados en dos escuadrones, incluyendo un escuadrón de transporte. La policía nacional, también con sede en Niamey, estaba repartida entre 500 gendarmes, un número indeterminado de paramilitares y 400 miembros de la policía civil, con varias brigadas repartidas por las localidades de Zinder, Maradi, Agadez y Tahoua. Además de llevar a cabo funciones de propias del cuerpo de policía, la policía nacional fue la responsable de la recaudación de impuestos en el país hasta 1974.

### El régimen militar de 1974
En la década de 1970, durante el gobierno militar de Seyni Kountché, las FAN contaban con unos 2.500 hombres y tenían su cuartel general en Niamey, las FAN contaban con unidades de infantería y paracaidistas. Tras el golpe de 1974, el presupuesto de defensa de Níger representaba alrededor del 9% de los gastos del gobierno.

### Historia de los gobiernos militares
Níger ha tenido cuatro constituciones republicanas desde la independencia del país en 1960, cuatro presidentes han sido líderes militares que tomaron el poder político tras dar un golpe de Estado. Tres de los cuatro gobernantes militares de Níger eran Jefes del Estado Mayor Conjunto de las FAN, cuando ascendieron al puesto de jefe de Estado, mientras que el anterior presidente fue elegido democráticamente. Mamadou Tandja era un oficial que participó en el golpe de 1974, que llevó a Seyni Kountché al poder y se convirtió en un miembro de la junta militar.

### Los gobiernos militares 1974-1993
En 1974 general Seyni Kountché derrocó al primer presidente de Níger, Hamani Diori, el gobierno que siguió fue un régimen militar. Ali Seibou, fue el presidente de Níger entre los años 1989 y 1993. La presidencia del país africano estuvo plagada de intentos de golpe de Estado, pero el régimen sobrevivió hasta 1993, tras un período de relativa prosperidad, el gobierno de la junta militar no permitió la libertad de expresión y participó en detenciones arbitrarias y asesinatos de disidentes. Las primeras elecciones presidenciales tuvieron lugar en 1993 (33 años después de la independencia), y las primeras elecciones municipales sólo se llevaron a cabo en 2007.

### Insurgencia 1990-1996
En el extremo norte de Níger, la sequía, la crisis económica y la debilidad política del gobierno central llegó a un punto álgido en 1985. Ese año, un cierto número de tuaregs en Libia formaron un grupo de políticos disidentes y miembros de la oposición llamado: Frente Popular para la Liberación de Níger (FPLN). Un ataque armado por parte de miembros del FPLN, provocó el cierre de la frontera entre Libia y Argelia, y el reasentamiento de miles de nómadas tuareg y otras tribus de la zona. Dado que las condiciones económicas y políticas empeoraron, las quejas aumentaron. Cuando la ayuda prometida por el gobierno de Ali Saibou para hacer volver a los tuaregs de Argelia, no llegó a materializarse, algunos tuareg atacaron una comisaría de policía en Tchin-Tabaraden, en mayo de 1990, el asalto provocó la muerte de 31 personas, incluyendo 25 de los atacantes, inicialmente, la demanda principal de los rebeldes era el derecho a que sus hijos puedan aprender el idioma tamashek en la escuela, pero pronto el conflicto escaló a una demanda de una mayor autonomía. Más tarde, en mayo de 1990, las Fuerzas Armadas de Níger respondieron arrestando, torturando y matando a varios cientos de civiles tuareg en Tchin-Tabaraden, Kao e In-Gall, este hecho fue conocido como la masacre de Tchin-Tabaraden. La indignación de los tuaregs provocó la creación de dos grupos alzados en armas; el Frente para la Liberación del Air y el Azawagh, y el Frente de Liberación Temoust, la insurgencia de los rebeldes tuareg terminó en 1996.

### Los golpes de Estado de 1996 y 1999
En 1996, Ibrahim Baré Maïnassara, un oficial, militar y político nigerino, dio un golpe de Estado y puso de nuevo a los militares en el poder. Durante el régimen de Maïnassara, varias violaciones de los derechos humanos fueron reportadas por organizaciones no gubernamentales extranjeras, incluyendo el descubrimiento de 150 cadáveres en una fosa común en Boultoungoure, perteneciente a milicianos rebeldes de la etnia Tubu. En abril de 1999, otro golpe de Estado realizado por oficiales del Ejército se inició con el asesinato de Maïnassara en el aeropuerto de Hamani Diori, por parte de sus propios guardias, en un acto criminal, por el cual nadie ha sido procesado. El mayor Daouda Malam Wanké, el comandante de la región militar con base en Niamey y el jefe de la Guardia Republicana, asumió el poder, pero el país regresó de nuevo a un gobierno civil en 1999. En 2004 Mamadou Tandja fue elegido para un segundo mandato de cinco años para la presidencia, en unas elecciones que los observadores internacionales consideraron generalmente libres y justas. A pesar de esto, hubo un levantamiento de los militares contra el gobierno electo, que tuvo lugar en la región de Diffa, en el año 2002, varios cuarteles se levantaron contra el gobierno electo, y varias unidades se rebelaron en la capital, posteriormente los golpistas se rindieron a las unidades leales al gobierno y tuvieron lugar las detenciones del personal militar rebelde.

### Participación de los militares en la política nigerina
La participación de los militares en la política nigerina, ha conducido a detenciones arbitrarias, torturas y ejecuciones extrajudiciales, por parte de las fuerzas de seguridad y la policía nigerina. Los detenidos sufren malas condiciones en prisión. En la cárcel, son habituales las detenciones preventivas prolongadas. Es habitual la interferencia del poder ejecutivo en las competencias del poder judicial. Si bien las condiciones han mejorado mucho desde el retorno del poder al gobierno civil, las organizaciones internacionales de derechos humanos continúan informando de casos de abusos a los presos. Desde 1999, ha habido una notable mejora por parte de las fuerzas de seguridad nigerinas, el Departamento de Estado de los Estados Unidos, afirma que las condiciones en el país africano son mejores bajo el control civil. Ha habido tres estados de emergencia declarados desde el año 1999, el más largo de ellos fue en agosto de 2007, en toda la región de Agadez, el estado de emergencia fue renovado en noviembre de 2007, estos estados de emergencia eliminan los derechos de manifestación, reunión y libre circulación, y son aplicados por los militares nigerinos, incluyendo entre ellos a la gendarmería nacional. El estado de emergencia entre 2007 y 2008 en Agadez, permitió la detención sin cargos ni juicio. Amnistía Internacional, ha acusado a los militares nigerinos de llevar a cabo detenciones y asesinatos de civiles desarmados.

### Los conflictos recientes
Las Fuerzas Armadas de Níger combatieron contra la insurgencia de las tribus tuareg, entre los años 2007 y 2010. Un grupo previamente desconocido, el Movimiento de Nigerinos por la Justicia (MNJ), surgió en febrero de 2007. El grupo rebelde tuareg realizó una serie de demandas, principalmente relacionadas con el desarrollo del norte de Níger, se atacaron varias instalaciones militares y algunas minas terrestres fueron usadas en el norte. La inseguridad devastó la industria y el turismo en Níger, y desalentó la inversión en la industria minera y petrolera. El gobierno central calificó a los rebeldes e insurgentes como criminales y traficantes. El gobierno nigerino se negó a iniciar las conversaciones de paz hasta que el grupo abandonara la lucha armada. En julio de 2008, entre 100 y 160 soldados nigerinos habían fallecido en el conflicto.

## Composición y estructura

### Estado Mayor Conjunto
Las fuerzas militares se rigen por un Estado Mayor Conjunto, integrado por los respectivos jefes de Estado Mayor de las diferentes ramas de las FAN, el Jefe del Estado Mayor Conjunto de las FAN, y el ministro de Defensa, que depende directamente del Presidente de Níger. Este sistema se parece mucho al modelo organizativo de las Fuerzas Armadas francesas. Un jefe del Estado Mayor y un asistente, sirven en cada una de las diferentes ramas militares (Ejército de Tierra, Fuerza Aérea, Guardia Nacional y Gendarmería Nacional). El Presidente de Níger, nombra al Jefe del Estado Mayor Conjunto y al Comandante de la Guardia Presidencial, ambos cargos forman parte del Estado Mayor Conjunto y responden ante el presidente de la nación. El Jefe del Estado Mayor del Ejército nombra a los comandantes de cada una de las siete regiones militares del país.

#### Jefes del Estado Mayor Conjunto
En 2011, el general de división Seyni Garba fue nombrado Jefe del Estado Mayor Conjunto, sirviendo bajo el ministro de Defensa de Níger Karidio Mahamadou, fue sucedido por el general Salou Souleymane, tras el golpe que derrocó a Mamadou Tandja en febrero de 2010. El general Boureima Moumouni fue el Jefe del Estado Mayor Conjunto de las FAN y un destacado miembro de la junta militar que organizó un golpe de Estado en abril de 1999. Desde la independencia y en la década de 1960, Damba Mainassara fue el Jefe del Estado Mayor Conjunto, seguido por el mayor Árabe Bala (1970-73), el mayor Seyni Kountché (1973-75), y el mayor Seibou Ali (1975-1987). El mayor Ibrahim Baré Maïnassara se desempeñó como Jefe del Estado Mayor Conjunto en 1995, antes de tomar el poder en 1996, colocó al coronel Moussa Moumouni Djermakoye como su Jefe de Estado Mayor Conjunto, uno de los hombres que estuvieron implicados en el golpe de Estado y asesinato de Maïnassara.

### Ejército de tierra
El Ejército de Níger está formado por alrededor de 8.000 soldados e incluye a los reclutas, alrededor de 4.000 miembros de la Guardia Republicana de élite y a militares de carrera. Hay un componente adicional de 5.000 miembros de la fuerza de reserva de la Guardia nacional, así como diversas unidades de apoyo logístico, infantería motorizada, fuerzas aerotransportadas, artillería autopropulsada y vehículos blindados de combate, hay un total de diez batallones de infantería motorizada, tres de los cuales están desplegados en el sur del Desierto del Sahara, los batallones se encuentran repartidos por las localidades de Niamey, Zinder, en la región de Tahoua y en Madawela, cada uno de estos batallones incluye una compañía logística, ingenieros, zapadores, infantería mecanizada, un escuadrón blindado y artillería. 
Las Fuerzas Armadas Nigerinas (FAN), están bajo el mando del Estado Mayor Conjunto que tiene su sede central en Niamey, la capital del país, desde allí el Estado Mayor Conjunto dirige las siete regiones militares de Níger.
Los academias  militares de capacitación incluyen; la Escuela de Formación de las Fuerzas Armadas Nigerinas (EFFAN) y la Escuela de Formación de personal paramédico, ambas academias tienen su base en el campamento militar de Tondibia, ubicado al sur de Niamey.

### Fuerza Aérea de Níger

#### Historia
La predecesora de la Fuerza Aérea de Níger, la Escuadrilla Nacional de Níger (en francés: Escadrille Nationale du Niger) se formó por primera vez en 1961, más tarde se reestructuró en el Ala Aérea Nacional (en francés: Groupement Aérien National) en 1989. Antes de 2003, las fuerzas armadas de Níger (en francés: Forces armées nigériennes) (FAN) se agruparon, con un Jefe de Estado Mayor que supervisaba tanto las fuerzas terrestres como el Ala Aérea Nacional, tras una reestructuración organizativa en 2003, las fuerzas armadas de Níger se estructuraron en dos ramas de servicio principales: el Ejército de Níger (en francés: Armée de terre) para todas las fuerzas terrestres y la Fuerza Aérea de Níger (en francés: Armée de l'air), cada rama estaba dirigida por un Jefe de Estado Mayor, responsable a su vez ante el Jefe del Estado Mayor Conjunto de las Fuerzas Armadas Nigerinas, como parte de esta nueva estructura, el Ala Aérea Nacional pasó a llamarse Fuerza Aérea de Níger (en francés: Force aérienne du Niger), en diciembre de 2003. La Fuerza Aérea de Níger, es dirigida por el Jefe del Estado Mayor de la Fuerza Aérea, responsable ante el Jefe del Estado Mayor Conjunto de las FAN y el ministro de Defensa nigerino.

#### Estructura
Organizativamente, la fuerza aérea está formada por una Oficina del Jefe del Estado Mayor, unidades de operación (en francés: escadrons), unidades técnicas, una compañía militar de infantería (compagnie de fusilliers) y personal general. El Jefe del Estado Mayor de la Fuerza Aérea de Níger, es el coronel Abdoul Kader Amirou (Chef d'état major).

#### Capacitación
Por el momento, no hay instalaciones de entrenamiento especial de la fuerza aérea en Níger. El entrenamiento básico de los reclutas de la Fuerza Aérea se lleva a cabo en la base de Tondibia, junto con los reclutas de otras ramas del servicio militar. Los oficiales, pilotos y mecánicos de la fuerza aérea también reciben capacitación en Francia, Estados Unidos y varios países del África del Norte, como Marruecos, en la academia de la Real Fuerza Aérea de Marruecos en Marrakech, y en Argelia, además, se realizan actividades de capacitación local con socios extranjeros (Estados Unidos, Francia, etc.) para actualizar las habilidades de las tropas. En 2014, una compañía logística fue entrenada y equipada por Estados Unidos con camiones militares, combustible, agua potable, ambulancias y vehículos todoterreno con tracción en las cuatro ruedas (4x4) armados. La Fuerza Aérea de los Estados Unidos tiene dos bases aéreas en Níger, la base aérea número 101 cerca de Niamey y la base aérea número 201 cerca de Agadez.

#### Inventario de aeronaves
El inventario de aeronaves de la Fuerza Aérea de Níger es modesto, aunque ha aumentado con nuevas adquisiciones a partir de 2008, y más asistencia de Francia y Estados Unidos. Esta expansión de la capacidad está guiada por la necesidad de una mejor patrulla fronteriza, tras la crisis en Libia y Malí.

### Fuerzas paramilitares
En Níger hay dos fuerzas paramilitares: La Gendarmería Nacional de Níger, bajo el mando del Ministerio de Defensa y la Guardia Nacional de Níger, bajo el mando del Ministerio del Interior, cada una de estas fuerzas es dirigida por un jefe militar responsable ante el ministerio correspondiente.

### Gendarmería Nacional de Níger
La Gendarmería Nacional de Níger, es comandada por el Comandante Superior de Gendarmería Nacional, a diferencia de la Policía Nacional y la Guardia Nacional, la Gendarmería Nacional está bajo el control del Ministerio de Defensa de Níger. Se divide entre brigadas territoriales y brigadas móviles. Además de la defensa territorial y el mantenimiento del orden público, imparte justicia militar y paramilitar a otros cuerpos de las fuerzas armadas y participa en las actividades policiales judiciales y de vigilancia. Se considera una fuerza de élite debido a sus estrictos criterios de reclutamiento de todas las fuerzas armadas. Debido al aumento del tráfico transfronterizo de armas y drogas, sus actividades han incrementado las zonas fronterizas. La Gendarmería Nacional, a diferencia del Ejército o la Guardia Nacional, nunca ha estado directamente involucrada en un intento de tomar o controlar el poder por la fuerza.

### Guardia Nacional de Níger
Conocida anteriormente como las Fuerzas Nacionales de Intervención y Seguridad, la Guardia Nacional de Níger es la responsable de la seguridad en las zonas rurales donde la policía nacional está ausente. Es supervisado por el comandante superior de la Guardia Nacional que depende del Ministerio del Interior. Este organismo tiene a su cargo; la vigilancia fronteriza y territorial del país, la seguridad ciudadana, el mantenimiento y restablecimiento del orden, la protección de los edificios e instituciones públicas, las personas y sus bienes, la ejecución de la policía administrativa en las zonas rurales y pastoriles, la dirección y vigilancia de  prisiones, acciones humanitarias en caso de desastre o crisis nacional y protección del medio ambiente. También es responsable de brindar seguridad a las autoridades administrativas y las representaciones diplomáticas y consulares de Níger en el exterior.

## Equipamiento militar

### Equipamiento del Ejército de Tierra

#### Ametralladoras
| Nombre              | Fotografía | Origen         | Tipo                               | Munición          | Fabricante                           |
| ------------------- | ---------- | -------------- | ---------------------------------- | ----------------- | ------------------------------------ |
| FN MAG              |            | Bélgica        | Ametralladora de propósito general | 7,62 x 51 OTAN    | FN Herstal                           |
| AAT-52              |            | Francia        | Ametralladora de propósito general | 7,62 x 51 OTAN    | Manufacture d'Armes de Saint-Etienne |
| Heckler & Koch HK21 |            | Alemania       | Ametralladora de propósito general | 7,62 x 51 OTAN    | Heckler & Koch                       |
| Browning M2         |            | Estados Unidos | Ametralladora pesada               | 12,7 × 99 mm OTAN | General Dynamics                     |

#### Fusiles y subfusiles
| Nombre    | Fotografía | Origen         | Tipo             | Munición             | Fabricante               |
| --------- | ---------- | -------------- | ---------------- | -------------------- | ------------------------ |
| Uzi       |            | Israel         | Subfusil         | 9 × 19 mm Parabellum | Israel Weapon Industries |
| AKM       |            | Rusia          | Fusil de asalto  | 7,62 × 39 mm         | Corporación Kalashnikov  |
| Fusil M14 |            | Estados Unidos | Fusil de combate | 7,62 × 51 mm OTAN    | Springfield Armory       |

#### Lanzacohetes antitanque
| Nombre                  | Fotografía              | Origen                  | Tipo                          | Calibre                 | Fabricante                                     |
| Lanzacohetes antitanque | Lanzacohetes antitanque | Lanzacohetes antitanque | Lanzacohetes antitanque       | Lanzacohetes antitanque | Lanzacohetes antitanque                        |
| ----------------------- | ----------------------- | ----------------------- | ----------------------------- | ----------------------- | ---------------------------------------------- |
| RPG-7                   |                         | Rusia                   | Granada propulsada por cohete | 85 mm                   | Bazalt                                         |
| LRAC F1                 |                         | Francia                 | Granada propulsada por cohete | 89 mm                   | Manufacture Nationale d'Armes de Saint-Etienne |

#### Vehículos blindados
| Nombre                  | Fotografía | Tipo                            | Origen    | Fabricante       | Ref.  |
| ----------------------- | ---------- | ------------------------------- | --------- | ---------------- | ----- |
| Puma M26                |            | MRAP                            | Sudáfrica | OTT Technologies | [ 5 ] |
| Panhard AML             |            | Automóvil blindado              | Francia   | Panhard          |       |
| Panhard VBL             |            | Automóvil blindado              | Francia   | Panhard          |       |
| Thyssen Henschel UR-416 |            | Transporte blindado de personal | Alemania  | Thyssen Henschel | [ 6 ] |
| Panhard M3              |            | Transporte blindado de personal | Francia   | Panhard          |       |
| Mamba APC               |            | Transporte blindado de personal | Sudáfrica | Land Systems OMC | [ 7 ] |
| WZ-523                  |            | Transporte blindado de personal | China     | Norinco          |       |
| ZFB-05                  |            | Transporte blindado de personal | China     | Shaanxi Baoji    |       |

### Equipamiento de la Fuerza Aérea

#### Aviones
| Nombre                  | Fotografía | Origen         | Tipo                                       | Unidades | Fabricante                   | Ref.          |
| ----------------------- | ---------- | -------------- | ------------------------------------------ | -------- | ---------------------------- | ------------- |
| Sukhoi Su-25            |            | Rusia          | Avión de ataque a tierra                   | 2        | Sukhoi                       | [ 8 ] [ 9 ]   |
| Diamond DA42 Twin Star  |            | Austria        | Avión de entrenamiento                     | 2        | Diamond Aircraft Industries  |               |
| TAI Hürkuş              |            | Turquía        | Avión de entrenamiento                     | 2        | Turkish Aerospace Industries | [ 10 ]        |
| Dornier Do 228          |            | Alemania       | Avión comercial STOL                       | 1        | Dornier Flugzeugwerke        |               |
| Lockheed C-130 Hercules |            | Estados Unidos | Avión de transporte táctico                | 3        | Lockheed Martin              | [ 11 ] [ 12 ] |
| Beechcraft King Air     |            | Estados Unidos | Avión utilitario                           | 1        | Beechcraft                   |               |
| Cessna 208 Caravan      |            | Estados Unidos | Avión utilitario y avión de reconocimiento | 4        | Cessna                       | [ 13 ]        |

#### Drones
| Nombre        | Fotografía | Origen  | Tipo | Unidades | Fabricante | Ref.   |
| ------------- | ---------- | ------- | --- | -------- | ---------- | ------ |
| Bayraktar TB2 |            | Turquía | Vehículo aéreo de combate no tripulado (UCAV) y Vehículo aéreo no tripulado de gran autonomía y altitud media (MALE UAV) | 6        | Baykar     | [ 14 ] |

#### Helicópteros
| Nombre                     | Fotografía | Origen         | Tipo                                       | Unidades | Fabricante                           | Ref.   |
| -------------------------- | ---------- | -------------- | ------------------------------------------ | -------- | ------------------------------------ | ------ |
| Mil Mi-17                  |            | Rusia          | Helicóptero de transporte militar          | 2        | Fábrica de helicópteros Mil de Moscú | [ 15 ] |
| Mil Mi-24                  |            | Rusia          | Helicóptero armado y helicóptero de ataque | 1        | Fábrica de helicópteros Mil de Moscú |        |
| Bell 412                   |            | Estados Unidos | Helicóptero utilitario                     | 2        | Bell Helicopter                      | [ 16 ] |
| Aérospatiale SA341 Gazelle |            | Francia        | Helicóptero utilitario                     | 5        | Aérospatiale                         | [ 17 ] |